# Neopsephotus bourkii
El periquito rosado o periquito de bourke (Neopsephotus bourkii) es una especie de ave psitaciforme de la familia Psittaculidae nativa de Australia. Su taxonomía ha sido polémica y aunque en la actualidad se clasifica en su propio género Neopsephotus, en el pasado se incluía en el género Neophema. Su nombre científico conmemora al general Richard Bourke, gobernador de Nueva Gales del Sur entre 1831 y 1837.

## Descripción

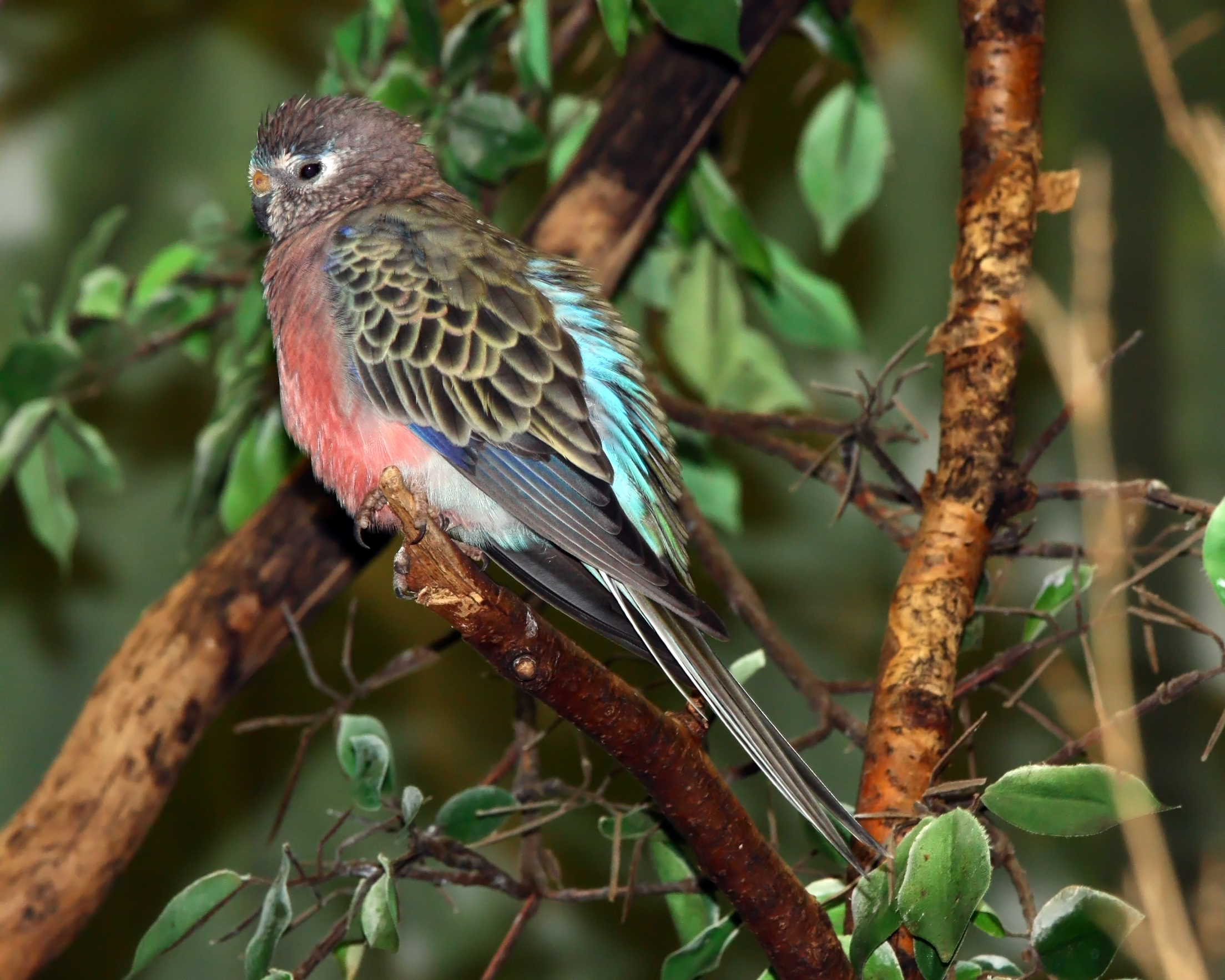
Ejemplar cautivo.

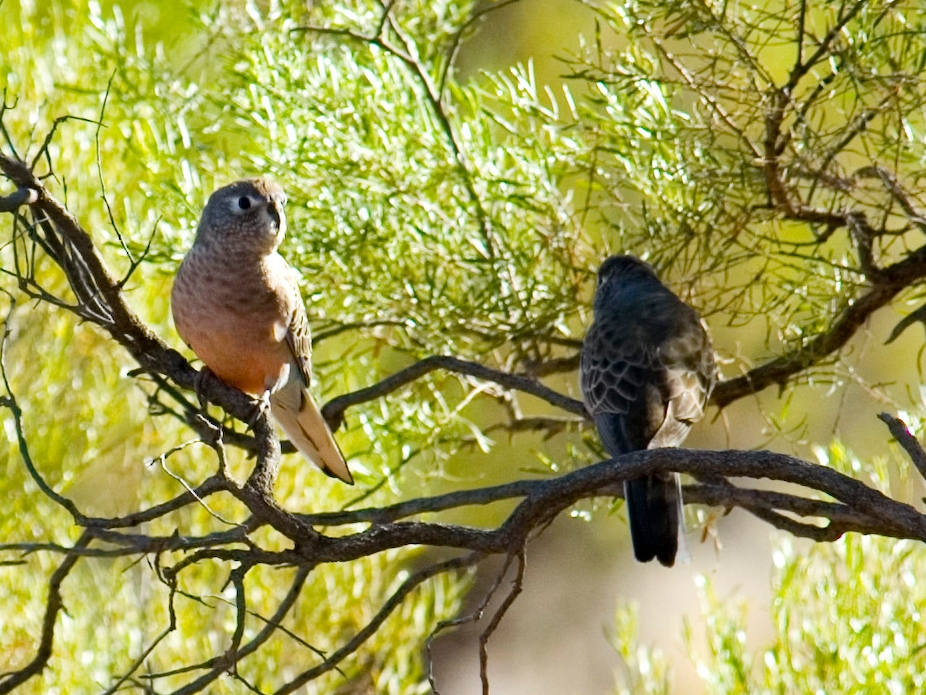
Pareja en el suroeste de Queensland, Australia.

Como indica su nombre, la variedad silvestre del periquito rosado tiene las partes inferiores rosadas, aunque la mayor parte de su cabeza, cuello y manto son parduzcos, y su obispillo es azul claro. Sus alas tienen las plumas negruzcas con los bordes amarillentos en la parte superior, y azules en la inferior y el borde exterior de las alas. El macho adulto tiene la frente también azul, aunque la hembra o no tiene azul o tiene muy poco en la frente. Sus patas son pardas y su pico amarillento. La coloración del periquito rosado le ayuda a camuflarse en el suelo rojizo del interior de Australia.

## Comportamiento
El periquito rosado se alimenta en el suelo en parejas o en pequeños grupos, donde busca semillas y plantas herbáceas de forma nómada. Son más activos en su búsqueda de alimento al amanecer y anochecer, cuando hace más fresco y hay menos peligro.
La puesta del periquito rosado suele constar de 3 a 6 huevos, que la hembra incuba durante 18–19 días. Los polluelos tardan unas cuatro semanas en desarrollarse. La hembra es la única en alimentar y cuidar de los polluelos, pero es el macho el que se encarga de proporcionarle alimento a ella durante el periodo de incubación y de cría.

## Avicultura

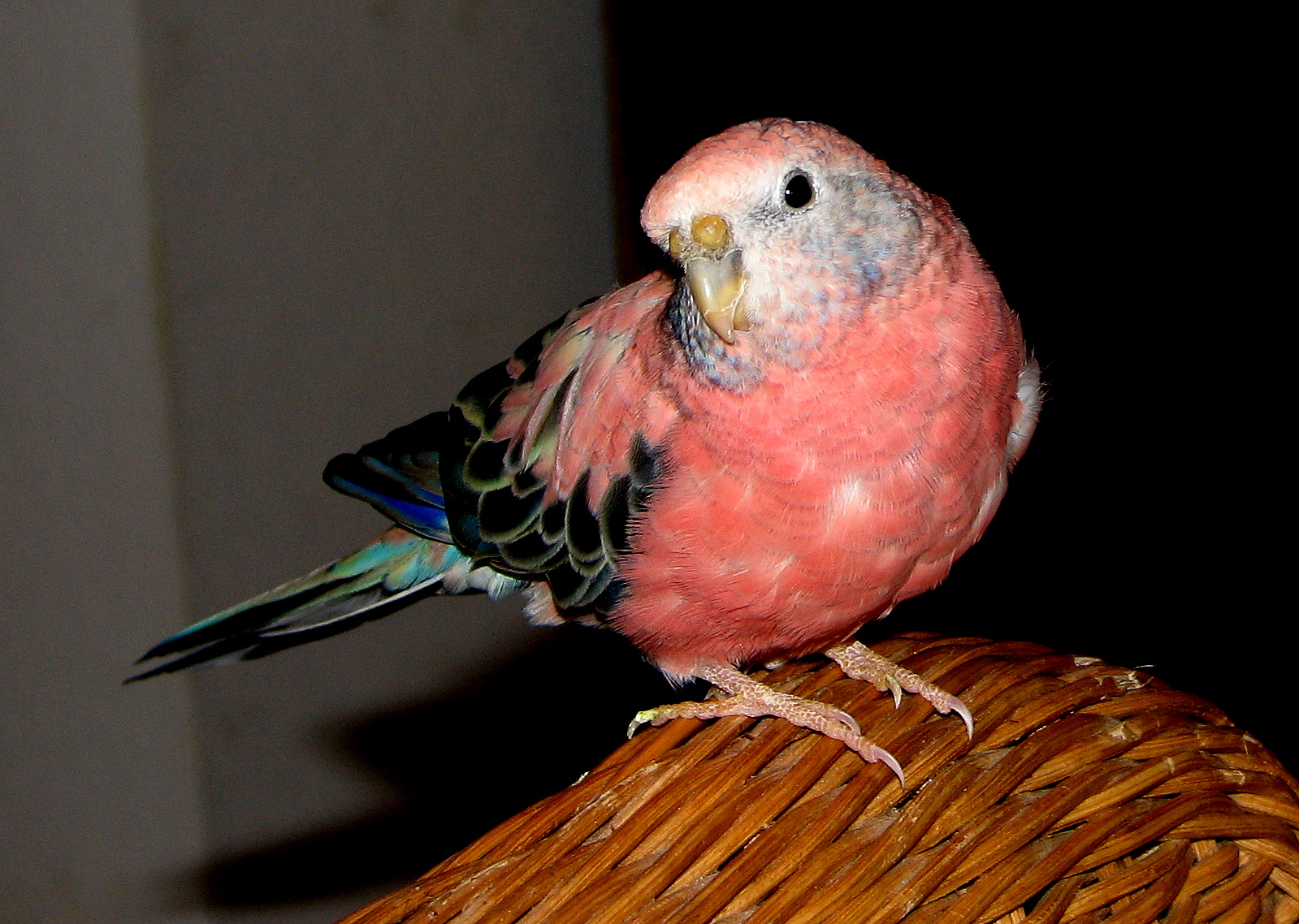
Ejemplar de mutación rosada.

En cautividad se han conseguido variedades que son rosadas tanto en sus partes superiores como en las inferiores, y que solo presentan plumas negruzcas en la parte más exterior de las alas, o incluso que tienen las alas y cola amarillas.